# فدراسیون بسکتبال اسلواکی
فدراسیون بسکتبال اسلواکی (اسلواکی: Slovenská basketbalová asociácia) نهاد اداره کننده ورزش بسکتبال در کشور اسلواکی است. این فدراسیون که در سال ۱۹۹۳ تاسیس شده مقر آن در شهر براتیسلاوا قرار دارد.